# John Davie (1er baronnet)
Sir John Davie, 1er baronnet (1588-1654) de Creedy dans la paroisse de Sandford, près de Crediton, dans le Devon, est membre de la gentry du Devonshire. 

## Biographie
Il est le fils et l'héritier de John Davie de Sandford et Crediton, Devon, et de son épouse Margaret Southcote, fille de George Southcote, de Calverley, dans le Devon . 
Il s'inscrit au collège d'Exeter, à Oxford le 22 février 1605, à l'âge de 16 ans . En 1621, il est élu député de la circonscription nouvellement créée de Tiverton, dans le Devon . Il est shérif de Devon en 1629-1630 et est créé baronnet le 9 septembre 1641. 

## Mariages et enfants

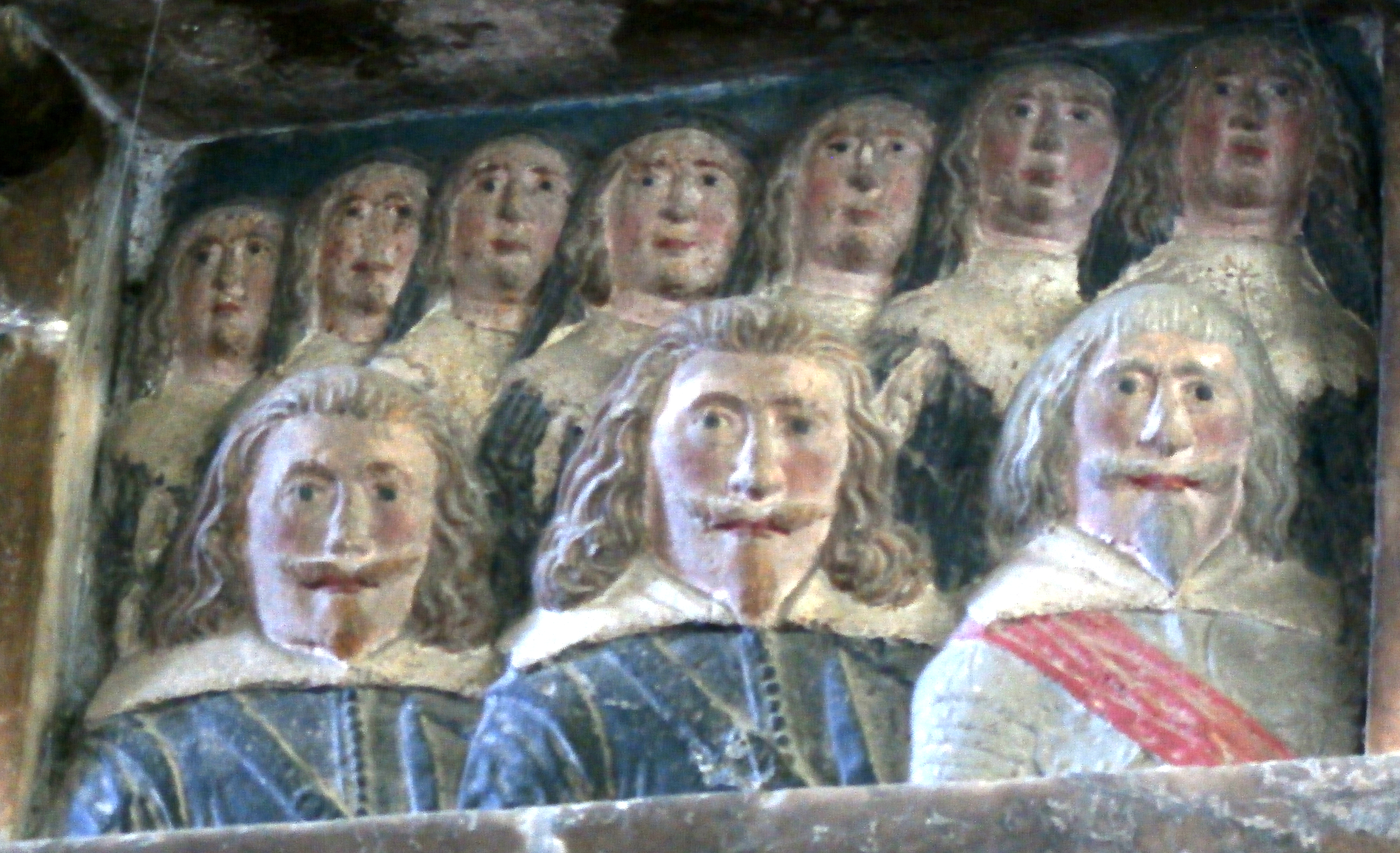
Panneau sculpté en relief représentant les enfants de Sir William Strode (1562–1637) de Newnham, détail du monument mural de cette dernière, situé dans l'église St Mary's, à Plympton. Lady Davie est la cinquième fille montrée dans la rangée arrière

Il se marie deux fois: 
- Tout d'abord à sa cousine [4] Juliana Strode (décédée en 1627), cinquième fille de sir William Strode (1562-1637) (en), député de Newnham, Plympton St Mary, dans le Devon, de sa première épouse Mary Southcott (décédée en 1617), fille de Thomas Southcott (mort en 1600), d'Indio, Bovey Tracey [5]. Elle est une sœur de William Strode (en) (1594-1645), député[6], l'un des cinq députés dont la tentative d'arrestation à la Chambre des communes par le roi Charles Ier en 1642 déclenche la Première révolution anglaise. Elle meurt le 14 mai 1627 et est enterrée à Sandford le 25 mai 1627. Elle est représentée comme l'une de ses sept filles sculptées en relief sur le monument mural de Sir William Strode à l'église Plympton St Mary. Par Juliana, il a des enfants dont: 
  - Sir John Davie (2e baronnet) (en) (1612-1678), fils aîné et héritier, député de Tiverton [1]
  - William Davie (1614-1663) [7] avocat, qui s'est marié avec Margaret Clarke (décédée en 1702), fille de Sir Francis Clarke (1622/3-c.1690), un marchand de la ville de Londres et membre de la compagnie du Levant avec qui il a des enfants, notamment: 
    - Sir John Davie, 3e baronnet (1660-1692), député de Saltash 1679-1685, shérif de Devon en 1688[8], décédé célibataire.
    - Sir William Davie (4e baronnet) (en) (1662-1770), héritier de son frère.
- En secondes noces, il épouse Isabel Hele (décédée en 1656) à Gnaton, dans le Devon, dont il a une fille: 
  - Isabell Davie (1631-1673), mariée en 1649 à Walter Yonge (2e baronnet) (vers 1625-1670), député de Colyton, dans le Devon[9].

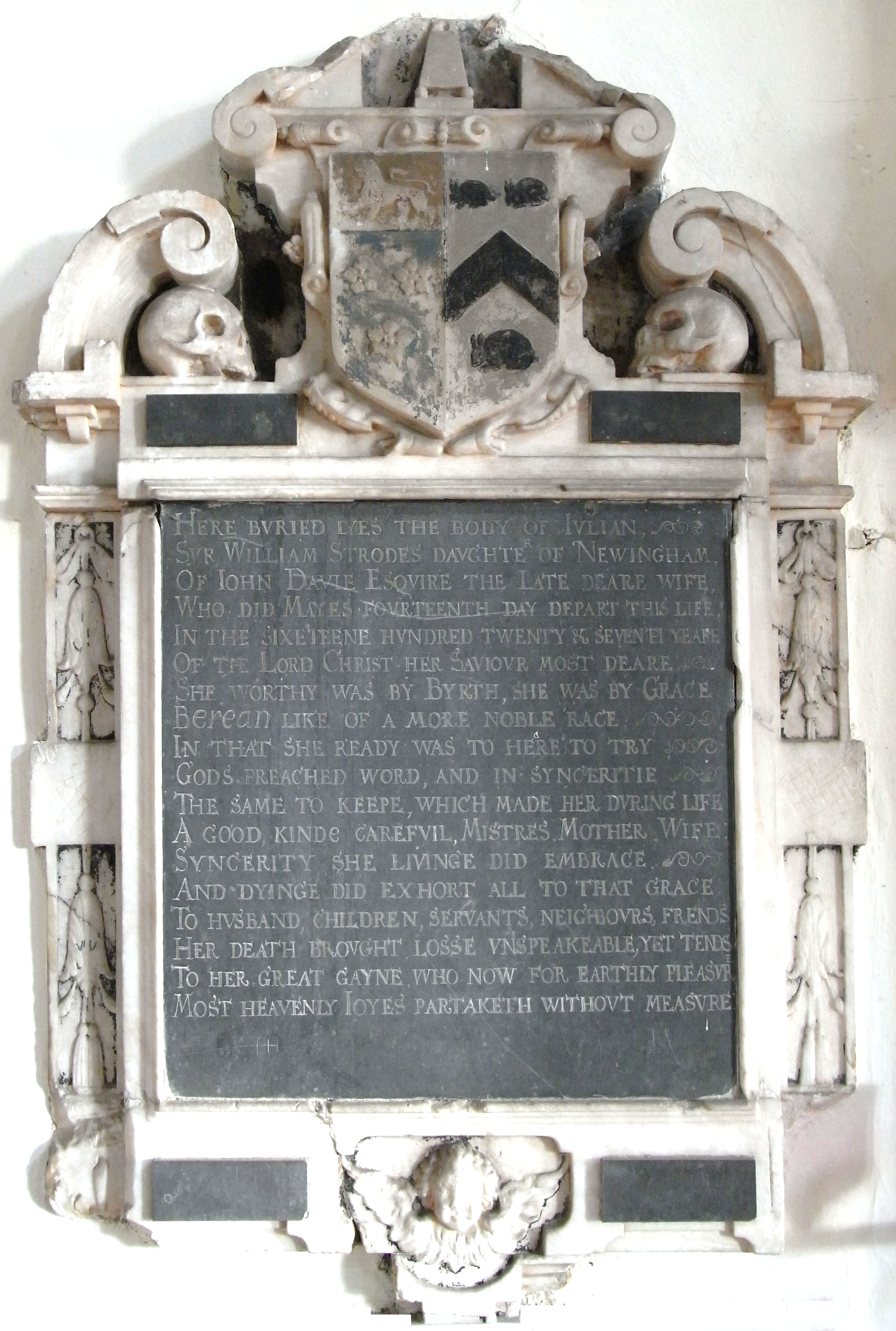
Monument mural à Juliana Strode, église Sandford

Il meurt en 1654 à l'âge de 66 ans environ et est enterré à Sandford le 13 octobre 1654 . 